# Oecophorinae
De Oecophorinae zijn een onderfamilie van vlinders uit de familie sikkelmotten (Oecophoridae).

## Geslachtengroepen
- Crossotocerini
- Hypercalliini
- Oecophorini
- Orophiini
- Pleurotini
- Telechrysidini